# Wycliffe College
Pour les articles homonymes, voir Wycliffe.

Wycliffe College est un séminaire de l'Église anglicane du Canada à l'Université de Toronto. Il est d'orientation évangélique et Low Church. De l'autre côté, l'autre collège anglican de l'Université de Toronto, l'Université de Trinity College, est d'orientation anglo-catholique et est une université fédérée.

## Historique
Le séminaire fut fondé en 1877 sous le nom de Protestant Épiscopal Divinity School par la Church Association du diocèse de Toronto, un groupe évangélique laïque à la cathédrale Saint-Jacques. L'association avait été formée en 1873 après qu'un groupe du clergé dans le synode diocésain eut tenté d'exclure les évangéliques des postes importants au diocèse. Le nom Wycliffe College, inspiré du théologien anglais John Wycliffe, fut d'abord donné à l'édifice du collège et puis au collège lui-même.

## Disciplines
Le collège fut accrédité par l'Association des écoles théologiques aux États-Unis et au Canada en 1978. Il possède actuellement 8 membres à temps plein de la faculté et 11 membres à temps partiel. Il est autorisé à décerner les diplômes suivants :
- Master of Divinity
- Master of Religion
- Master of Theological Studies
- Doctor of Ministry
- Master of Theology et Doctor of Theology.

De plus, les étudiants peuvent étudier pour le doctorat en théologie, qui est décernée par l'Université de St. Michael's College. Des programmes de diplôme sont offerts en Ministère laïque et en Études chrétiennes. Un certificat d'études anglicanes est disponible pour les candidats à la prêtrise anglicane et au diaconat professionnel qui sont titulaires d'un M.Div. d'un séminaire non anglican.

## Anciens professeurs
- Jakób Jocz : écrivain influent d'origine lituanienne
- Donald Coggan : archevêque de Cantorbéry
- Geoffrey H. Parke-Taylor, professeur canadien de théologie.

## Source
- (en) Cet article est partiellement ou en totalité issu de l’article de Wikipédia en anglais intitulé « Wycliffe College » (voir la liste des auteurs).